# Pattalinus
Pattalinus es un género de escarabajos longicornios de la tribu Acanthocinini.

## Especies
- Pattalinus charis Bates, 1881
- Pattalinus cultus Bates, 1881
- Pattalinus mirificus (Gilmour, 1961)